# Sant Esteve de Vilallonga dels Monts
Sant Esteve de Vilallonga dels Monts és l'església parroquial del poble de Vilallonga dels Monts, a la comarca del Rosselló (Catalunya Nord).
Està situada al bell mig del poble vell de Vilallonga dels Monts, a l'extrem sud-oriental de la cellera que donà pas al poble.

## Història
Tot i que Vilallonga dels Monts apareix documentat el 981, quan el monestir de Sant Genís de Fontanes hi posseïa un alou, la primera notícia de la parròquia de Sant Esteve és del 1202, quan Ramon de Castellrosselló en dona el delme a Bernat de Saragossa.

## L'edifici
És una església romànica d'una sola nau capçada a llevant per un absis semicircular. La nau és coberta amb una volta seguida apuntada, i l'absis, amb volta de quart d'esfera. Uneix la nau i el presbiteri un doble arc de mig punt lleugerament apuntat en degradació. Unes cornises decorades serveixen de suport a l'arrencada de la volta. Hi foren afegides dues capelles laterals a la part oriental, que formen transsepte amb la nau.
La porta, de dos arcs de mig punt, s'obre al sud. És molt senzilla, sense llinda ni timpà, feta amb carreus i dovelles curtes, tot molt ben tallat. En aquesta mateixa façana i al centre de l'absis hi ha dues finestres de doble esqueixada també amb arcs de mig punt. El conjunt de l'església presenta les característiques de les esglésies romàniques del segle xii.
Damunt de la façana occidental hi ha un campanar i les restes d'un comunidor més tardans. A l'interior de l'església es conserva una pica baptismal grossa, feta d'un sol bloc de pedra i sense ornamentació. També hi ha una ara romànica.
La porta, de fusta, presenta una notable ferramenta romànica.